# اسکای‌فلش
اسکای‌فلش یک موشک هوابه‌هوا با سیستم هدایت نیم فعال راداری است که از موشک ایم ۷ اسپارو آمریکایی توسعه یافته‌است. این موشک تاکنون توسط هواپیماهای اف ۴ فانتوم و تورنادو در نیروی هوایی سلطنتی حمل شده‌است. همچنین در نیروی هوایی ایتالیا و عربستان سعودی توسط جنگنده ساب حمل می‌شود.

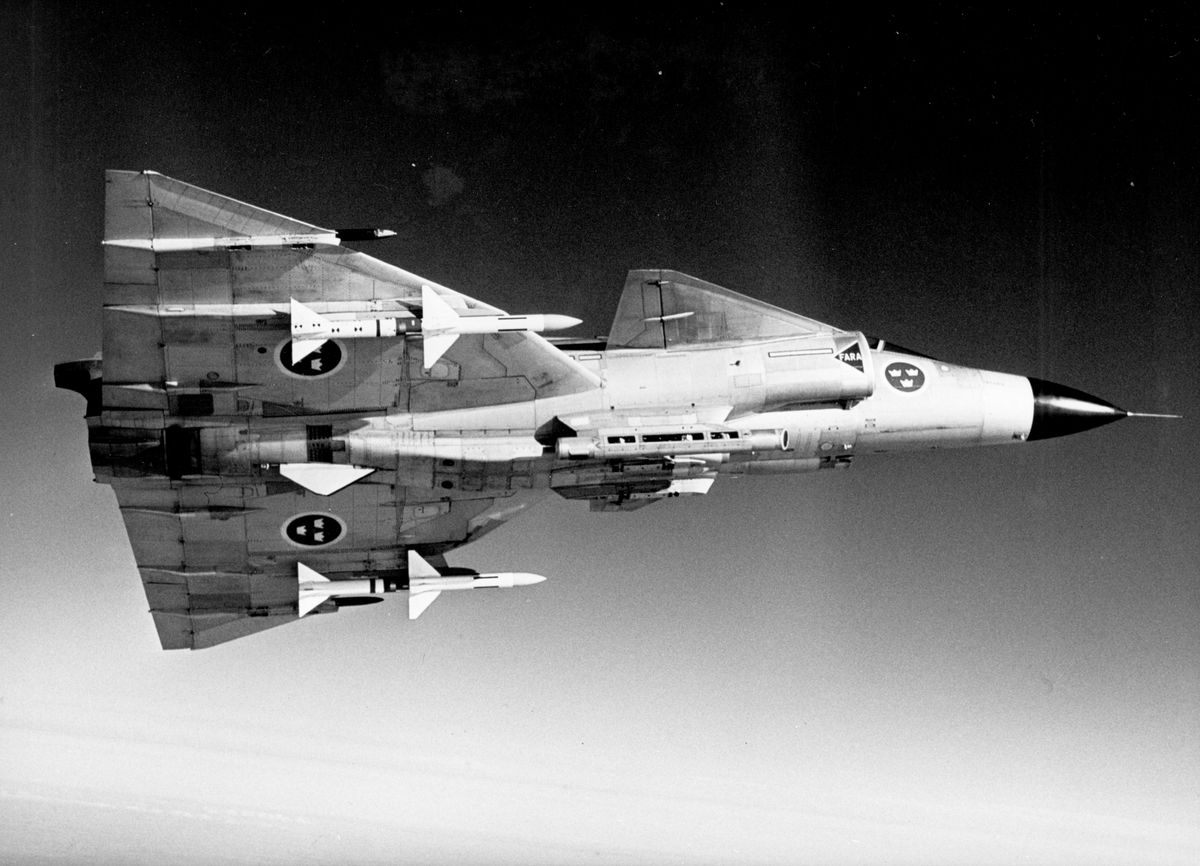
حمل توسط جنگنده ساب نیروی هوایی سوئد

## کاربران
ایتالیا
- نیروی هوایی ایتالیا

 عربستان سعودی
- نیروی هوایی سلطنتی عربستان

 سوئد
- نیروی هوایی سوئد :با نام RB 71 تحت لیسانس تولید می‌شود.

 بریتانیا
- نیروی هوایی سلطنتی